# آویرکس
آویرکس (انگلیسی: Avirex) شرکت پوشاک آمریکایی است، که در سال ۱۹۷۵ توسط مارک اکو تأسیس شد.